# Jastrzębie Dolne (Brużyczka Mała)
Jastrzębie Dolne – część wsi Brużyczka Mała w Polsce, położona w województwie łódzkim, w powiecie zgierskim, w gminie Aleksandrów Łódzki. Dawniej samodzielna wieś.
W latach 1975–1998 miejscowość administracyjnie należała do ówczesnego województwa łódzkiego.